# Anthony Steffen
Anthony Steffen (* 21. Juli 1929 in Rom, Italien; † 4. Juni 2004 in Rio de Janeiro; eigentlich Antonio Luis von Hoonholtz de Teffé, manchmal Antonio De Teffè) war ein brasilianischer Schauspieler, der häufig in Italowestern spielte.

## Leben
Antonio de Teffè wurde als Sohn eines brasilianischen Diplomaten in Rom geboren, begann schließlich in den 1950er Jahren seine Filmkarriere als Produktions- und Regieassistent, bevor er als Anthony Steffen zu einem der meistgebuchten Stars des Italowestern wurde (26 Filme). Nach dem Boom dieses Genres wurde es ruhiger um Steffen, der Ende der 1970er Jahre in die Heimat seiner Familie, Brasilien, zurückging. Nach langer Krebserkrankung starb er am 4. Juni 2004.

## Rollen
Anthony Steffen spielte in seinen Italowestern meist den in diesem Genre üblichen Rächer, allerdings mit deutlicher Betonung des Leidens und der Demütigungen, die ein 'Loner' zu meistern und zu überstehen hat. Er versah seine Rollen mit unverwechselbarer Intensität.
Bei manchen Filmen, u. a. bei seinem als besten gehandelten, Django und die Bande der Bluthunde (Django il bastardo), war Steffen auch als Drehbuchautor und Produzent beteiligt.

## Filmografie (Auswahl)
- 1955: Mädchen von 18 Jahren (Le diciottenni)
- 1955: Die Verirrten (Gli sbandati)
- 1956: Ein zarter Hals für den Henker (Beatrice Cenci)
- 1957: La trivatella di Pompei
- 1958: Aphrodite – Göttin der Liebe (Afrodite, dea dell' amore)
- 1958: Ein Mädchen aus Rom (Città di notte)
- 1959: Die Musketiere des Teufels (I cavalieri del diavolo)
- 1959: I ragazzi del juke box
- 1960: Cavalcata selvaggia
- 1960: Il carro armato dell'8 settembre
- 1961: Ultimatum alla vita
- 1961: Solitudine
- 1962: Sodom und Gomorrha (Sodom and Gomorrah)
- 1962: Una tragedia americana (TV-Miniserie, 1 Folge)
- 1963: Auf Zorros Spuren (La cieca di Sorrento)
- 1963: Avventura al motel
- 1964: Der Untergang des Leopardenreiches (Gli invincibili fratelli Maciste)
- 1965: Gli amanti latini
- 1965: Eine Bahre für den Sheriff (Una bara per lo sceriffo)
- 1965: I figli del leopardo
- 1965: Jetzt sprechen die Pistolen (Perchè uccidi ancora)
- 1965: Der letzte Mohikaner
- 1966: Django – Die Geier stehen Schlange (Sette dollari sul rosso)
- 1966: Django kennt kein Erbarmen (Pochi Dollari per Django)
- 1966: Ein Engel für den Teufel (Un angelo per Satana)
- 1966: Sartana (Mille dollari sul nero)
- 1967: Chamaco (Killer Kid)
- 1967: Es geht um deinen Kopf, Amigo (Los cuatro salvajes)
- 1967: Shamango (Gentleman Jo… uccidi)
- 1968: An den Galgen, Bastardo (¿Quién grita venganza?)
- 1968: Django spricht das Nachtgebet (Il suo nome gridava vendetta)
- 1968: Der Fremde von Paso Bravo (Uno straniero a Paso Bravo)
- 1968: Der letzte Zug nach Durango (Un treno per Durango)
- 1968: Il pistolero segnato da Dio
- 1969: Django und die Bande der Bluthunde (Django il bastardo) (auch Drehbuch)
- 1969: Django und Sartana, die tödlichen Zwei (Una lunga fila di croci)
- 1969: Garringo – der Henker (Garringo)
- 1970: Arriva Garringo (Reza por tu alma… y muere)
- 1970: Shangos letzter Kampf (Shango la pistola infallibile) (auch Drehbuch)
- 1970: Spiel dein Spiel und töte, Joe (Un uomo chiamato Apocalisse Joe)
- 1970: Der Tod sagt Amen (Arizona si scatenò… e li fece fuori tutti!)
- 1971: Ein Fressen für Django (W Django!)
- 1971: Die Grotte der vergessenen Leichen (La notte che Evelyn uscì dalla tomba)
- 1972: Inferno unter heißer Sonne (Al tropico del cancro)
- 1972: 7 scialli di seta gialla
- 1972: Zwei ausgekochte Halunken (La caza de oro)
- 1973: Fuzzy, halt die Ohren steif! (Tequila!)
- 1973: La padrina
- 1973: Sedicianni
- 1974: Blutige Magie (Malocchio)
- 1974: Fäuste wie Dynamit (Dallas)
- 1974: Killer sind unsere Gäste (Gli assassini sono notro ospiti)
- 1974: Quel ficcanaso dell'ispettore Lawrence
- 1974: Siete chacales
- 1974: Ein wildes Leben (La jeune fille assassinée)
- 1975: La encadenada
- 1976: Die blutigen Spiele der Reichen (Roma: lʼaltra faccia della violenza)
- 1977: Zoo zéro
- 1979: Piranhas II – Die Rache der Killerfische (Killer Fish)
- 1979: Play Motel
- 1980: Das Foltercamp der Liebeshexen (Orinico prigionere del sesso)
- 1980: Die Liebeshexen vom Rio Cannibale (Femmine infernali)
- 1989: Lover (Malù e lʼamante)